# Seppel

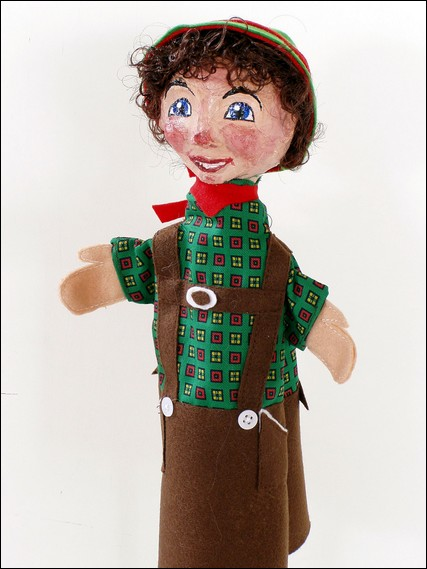
Handpuppe einer Sepplfigur

Seppel oder Seppl (ein von Josef herrührender Kosename) ist eine traditionelle Figur aus dem klassischen Ensemble des Kaspertheaters.

## Entstehung
In der Kasperspiele-Literatur taucht die Figur des Seppel ab etwa 1921, dem Gründungsjahr der Hartensteiner, später Hohnsteiner Puppenspiele, als Kaspers bester Freund und Weggefährte auf. Während der alte, noch sehr burschikose Jahrmarktskasper seine Abenteuer meist alleine und mit Hilfe seiner Pritsche (Klatsche) bewältigte, setzte der nachjacobinische Kasper deutlich mehr auf friedliche und humorvolle Problemlösungen, wozu die Figur einen Freund – ebendiesen Seppel – benötigte.
Den „Ahnen“ aller späteren Seppel schuf der Holzbildhauer Theo Eggink. Ursprünglich war Seppel ein in sächsischer Burschentracht gekleideter Charakter; später kleideten ihn die Puppenspieler in den Landestrachten ihrer jeweiligen Region ein, und es setzte sich im deutschlandweiten Bewusstsein des Publikums immer mehr ein bayerisch anmutender Seppel mit Lederhosen und dem typischen Seppelhut durch.
Bald schon gehörte diese Figur auch zu den Standardsets der industriell gefertigten Handpuppen, wie sie als Kinderspielzeug in den unterschiedlichsten Materialien im Handel erhältlich waren und z. T. nach wie vor sind (etwa von den Firmen Lotte Sievers-Hahn, Kersa, Dresdner Künstlerpuppen, Steiff u. a. m.).

## Wirkungsgeschichte
An Kaspers Seite wurde Seppel zum festen Ensemblemitglied des traditionellen Puppentheaters und ab den 1940er Jahren in zunehmendem Maße ein „Medienstar“, wobei die Seppel-Darstellungen in Film, Theater und Hörspiel äußerst vielseitig waren: Die Hohnsteiner und andere Bühnen inszenierten einen Seppel, der seinem Freund Kasper intellektuell deutlich unterlegen war, während die gleiche Figur in den zahlreichen Hörspielen von Gerd von Haßler als geistreicher, belesener und wissenschaftlich-erfinderischer Mann im jungen Erwachsenenalter daherkam.
Im Räuber Hotzenplotz besetzte Otfried Preußler Seppel als eine der Hauptfiguren – in den Filmversionen dargestellt von Gerhard Acktun (Verfilmung von 1974) bzw. von Manuel Steitz in der 2006er Fassung. In den Hotzenplotz-Geschichten und Bearbeitungen ist Seppel zwar nicht so einfallsreich und mutig wie Kasperl und denkt meist langsamer, verhält sich aber stets treu, beschwert sich nicht und hat mitunter gute spontane Einfälle.
Nicht selten werden Kasperl und Seppel zu optischen Zwecken so besetzt, dass sie einen Kontrast bilden: So ist Seppel entweder sehr groß und dünn oder eher klein und rundlich. In den Romanillustrationen ist Seppel in letzterer Weise abgebildet, während Kasperl größer und schlanker ist.

## Redewendungen
Die Bezeichnungen Seppelhose und Seppelhut für eine kurze bayerische Trachten-Lederhose und den bayerischen Trachten-Filzhut gehen weniger auf die Seppelfigur des Kasperltheaters zurück. Vielmehr findet sich der Ursprung dieser Bezeichnungen in der Hypothese, dass eine Mehrheit der Trachtenträger den recht häufig in Bayern vergebenen Vornamen Josef, hier in der Kurzform Seppel, trägt.